# Nowy Lubusz
Nowy Lubusz (prononciation : [ˈnɔvɨ ˈlubuʂ]) est un village polonais de la gmina de Słubice dans le powiat de Słubice de la voïvodie de Lubusz dans l'ouest de la Pologne.
Le village comptait approximativement une population de 199 habitants en 2011.

## Histoire
Après la Seconde Guerre mondiale, avec la mise en œuvre de la ligne Oder-Neisse, le village a été transféré en Pologne. La population d'origine allemande est expulsée et remplacée par des polonais.
De 1975 à 1998, le village appartenait administrativement à la voïvodie de Gorzów.

Depuis 1999, il appartient administrativement à la voïvodie de Lubusz